# Epidendrum criniferum
Epidendrum criniferum är en orkidéart som beskrevs av Heinrich Gustav Reichenbach. Epidendrum criniferum ingår i släktet Epidendrum och familjen orkidéer. Inga underarter finns listade i Catalogue of Life.